# Caridina africana
Caridina africana är en kräftdjursart som beskrevs av Kingsley 1882. Caridina africana ingår i släktet Caridina och familjen Atyidae. Inga underarter finns listade i Catalogue of Life.